# Makowisko (Ukraina)
Makowisko (ukr. Маковисько, Makowyśko) – wieś na Ukrainie, w obwodzie tarnopolskim, w rejonie tarnopolskim.